# KK-dalen
KK-dalen är en dal i Antarktis. Den ligger i Östantarktis. Norge gör anspråk på området.